# 2018년 동계 올림픽 푸에르토리코 선수단
2018년 동계 올림픽 푸에르토리코 선수단은 대한민국 평창에서 개최되는 2018년 동계 올림픽에 참가하는 올림픽 푸에르토리코 선수단이다. 푸에르토리코가 동계올림픽에 참가한 것은 2002년 솔트레이크시티 올림픽 이후 16년 만이다.
이번 대회에서 푸에르토리코는 남자 한 명이 알파인스키 한 종목에 참가한다. 여자 선수는 없다.

## 배경
2002년 솔트레이크시티 올림픽 대회를 앞두고 푸에르토리코 봅슬레이 팀이 꾸려졌지만 미카엘 곤살레스 선수가 푸에르토리코 올림픽위원회의 기준을 충족하지 못했다는 이유로 선수자격이 박탈되면서 본 경기에는 나가지 못했다. 이후 푸에르토리코 올림픽위원회가 푸에르토리코 겨울스포츠 연맹의 등록을 취소하면서 푸에르토리코 선수들은 동계올림픽에 출전하지 못하게 되었다. 특히, 알파인스키 선수 크리스티나 크로네는 2010년 동계 올림픽과 2014년 동계 올림픽 대회에 출전 자격을 얻었으나 두 번 모두 푸에르토리코 올림픽 위원회가 출전자격 부여 승인조차 불허하였고, 두 대회 모두 푸에르토리코는 불참하게 되었다.
하지만 2017년 12월, 푸에르토리코 올림픽 위원회가 동계스포츠 연맹 측에 6개월 시한의 임시 회원자격을 부여하면서 2018년 동계 올림픽부터 푸에르토리코가 참가할 수 있게 되었다. 이후 찰스 플래허티 선수가 푸에르토리코 국가대표로 발탁되어 이번 대회에 출전할 예정이다. 플래허티 선수는 미국 본토에서 태어났으나 푸에르토리코에서 수년간 거주하였기에 푸에르토리코를 대표해 경기에 나갈 수 있게 되었다.

## 참가 선수
다음은 종목별 참가 현황이다.
| 종목       | 남자 | 여자 | 총합 |
| ---------- | ---- | ---- | ---- |
| 알파인스키 | 1    | 1    | 2    |
| 총합       | 1    | 1    | 2    |

## 메달 집계
| 종목 | 1 | 2 | 3 | 합계 |
| 합계 |   |   |   |      |

### 알파인 스키
푸에르토리코에는 총 한 명의 남자 선수가 출전권이 부여됐다. 찰스 플래허티 선수가 출전한다.
남자
- 찰스 플래허티